# Крий
Крий в древногръцката митология е титан – син на Уран и Гея. Съпруг е на Еврибия, от която има трима сина – Палант, Астрей и Перс. След титаномахията е затворен в Тартар. Според Павзаний Крий е баща на Питон.